# Lake Callabonna
Lake Callabonna är en sjö i Australien. Den ligger i delstaten South Australia, omkring 600 kilometer norr om delstatshuvudstaden Adelaide. 
Trakten runt Lake Callabonna är ofruktbar med lite eller ingen växtlighet. Trakten runt Lake Callabonna är nära nog obefolkad, med mindre än två invånare per kvadratkilometer. Genomsnittlig årsnederbörd är 227 millimeter. Den regnigaste månaden är februari, med i genomsnitt 63 mm nederbörd, och den torraste är oktober, med 2 mm nederbörd.